# 광주광역시의 행정 구역

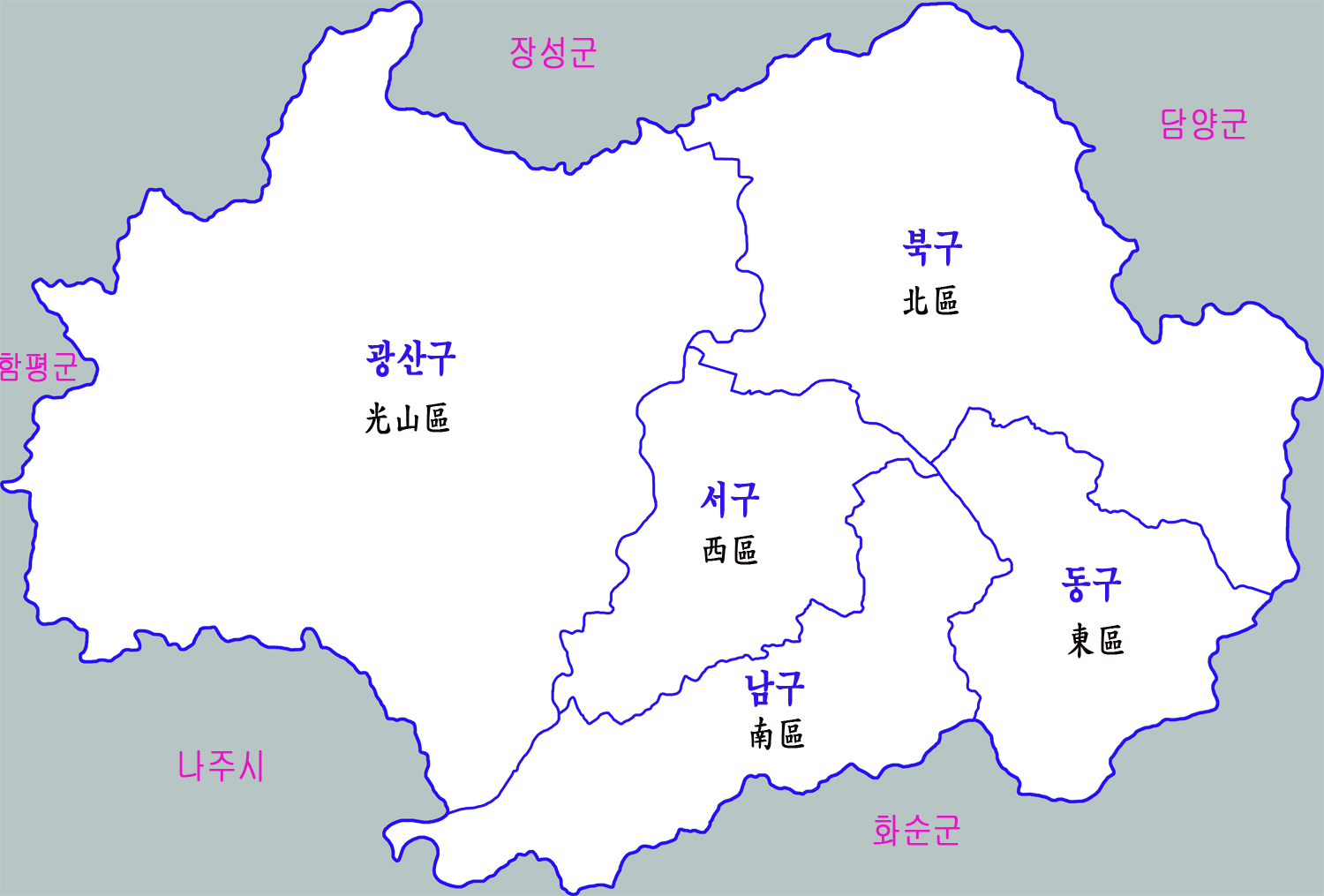
광주광역시의 행정구역 지도

광주광역시의 행정 구역은 모두 5개 구(광산구, 동구, 서구, 남구, 북구)와 90개 동이 있다. 광주광역시의 인구는 2010년을 기준으로 1,467,996명이며, 면적은 501.34 km2이다.

## 행정 구역
| 이름       | 한자       | 세대    | 인구 (명)  | 면적(km2) |
| ---------- | ---------- | ------- | ---------- | --------- |
| 동구       | 東區       | 46,449  | 105,483    | 48.86     |
| 서구       | 西區       | 111,381 | 304,417    | 46.73     |
| 남구       | 南區       | 81,316  | 217,844    | 61.07     |
| 북구       | 北區       | 174,151 | 470,407    | 121.80    |
| 광산구     | 光山區     | 127,578 | 369,845    | 222.88    |
| 광주광역시 | 光州廣域市 | 540,875 | 1423,810명 | 501.18    |

## 연혁

광주부 휘장

1895년 근대 행정개편에 따라 나주부 광주군을 거쳐 1896년부터 옛 광주읍성을 중심으로 근대도시로 발전하여 전라남도 도청소재지가 되었다. 1986년에는 광주직할시로 승격되었으나, 1988년에 인근의 광산군과 송정시를 광주직할시에 편입하여 광산구로 개칭되어 4개구(북,동,서,광산구)체제의 직할시가 되었다. 1995년에는 서구의 일부가 남구로 편성되어 5개구가 되었다.
- 1895년 음력 윤5월 1일 나주부 광주군이 됨[3]
- 1896년 8월 4일 전라도가 전라남도와 전라북도로 나뉘었고 전라남도의 수부(首府)는 광주에 두었다.[4]
- 1929년 광주학생항일운동이 일어남(서울, 개성, 신의주, 평양, 원산 등 전국적으로 확산)
- 1931년 4월 1일 광주면이 광주읍으로 승격하였다.[5]
- 1935년 4월 1일 서방면, 지한면, 효천면, 극락면의 각 일부가 광주읍에 편입되었다.
- 1935년 10월 1일 전라남도 광주군 광주읍이 전라남도 광주부로 승격[6]
- 1949년 8월 15일 전라남도 광주시로 개칭
- 1955년 7월 1일 광산군 일부를 편입하였다.[7]

| 법률 제361호 시·군의관할구역변경에관한법률           |             |
| 구 행정구역                                          | 신 행정구역 |
| 광산군 서방면, 극락면, 효지면 각 일원                | 광주시 일부 |
| 광산군 석곡면 화암리, 청풍리, 망월리, 장등리, 운정리 | 광주시 일부 |
- 1957년 11월 6일 광산군 대촌면 등을 편입하였다.[8]

| 법률 제454호 시·군행정구역변경에관한법률 |             |
| 구 행정구역                              | 신 행정구역 |
| 광산군 대촌면 일원                       | 광주시 일부 |
| 광산군 지산면 일원                       | 광주시 일부 |
| 광산군 서창면(송대리 제외) 일원          | 광주시 일부 |
| 담양군 남면 덕의리, 충효리, 금곡리       | 광주시 일부 |
- 1963년 1월 1일 서호동 등을 관할로 광산군 서창면을, 송석동 등을 관할로 광산군 대촌면을 각각 설치하였다.[9]

| 법률 제1175호                 |                    |
| 구 행정구역                   | 신 행정구역        |
| 광주시 서호동, 방하동, 신호동 | 광산군 서창면 일원 |
| 광주시 송석동, 등룡동, 학승동 | 광산군 대촌면 일원 |
- 1973년 7월 1일 구제 실시로 인해 동구, 서구로 나뉨
- 1980년 4월 1일 동구 및 서구에서 북구 분리, 신설
- 1980년 5.18 광주민주화운동(광주민중항쟁) 발발
- 1986년 11월 1일 광주직할시로 승격(전라남도와 분리)
- 1988년 송정시와 광산군을 합쳐 광산구로 편입
- 1995년 1월 1일 광주광역시로 개칭[10]
- 1995년 3월 1일 서구에서 남구 분리, 신설[11]

## 같이 보기
- 대한민국의 행정 구역
- 대한민국의 지리